# Проаль, Иветте
Иветте Проаль (исп. Ivette Proal (1968, Мехико, Мексика) — мексиканская актриса, запомнившаяся телезрителям как исполнительница отрицательных ролей и злодеек.

## Биография
Родилась в 1968 году в Мехико. В мексиканском кинематографе дебютировала в 1988 году и с тех пор снялась в 14 работах a фильмах и телесериалах. В 1988 году снялась в телесериале Страсть и власть, где она сыграла роль Марины. Наиболее известной ролью актрисы является роль Йоланды Мойи де Перес-Вильегас в телесериале Дедушка и я, где её роль была отрицательной и та была главной злодейкой, да ещё она сделала главными злодеями всю свою  семью — мужа Рене, дочь Ёйю и племянника Эмилиано. Последним телесериалом с участием актрисы был телесериал Личико ангела, после чего актриса вышла замуж, родила ребёнка и посвятила себя своей семье. Является близкой подругой актрисы Ребеки Джонс, которая познакомилась с ней на съёмках телесериала Кристальная империя. На съёмочную площадку вернулась в 2016 году, сыграв роль Магды в телесериале Любой день, после чего полностью завершила актёрскую карьеру.

## Фильмография

### Телесериалы
- 1985-2007 — Женщина, случаи из реальной жизни
- 1987-94 — Отец-одиночка
- 1988 — Страсть и власть — Марина.
- 1990 — Судьба  — Беба.
- 1991 — Горькие цепи — Эльса.
- 1992 — Дедушка и я — Йоланда Мойя де Перес-Вильегас.
- 1994 — Кристальная империя — Элиса Эстрада.
- 1996 — Виновность — Эдит.
- 1997 — Ураган — Ларисса Варгаслуго.
- 2000-01 — Личико ангела — Грисельда Абигаиль.
- 2016 — Любой день — Магда.

### Фильмы
- 1992 — Есть что-то для всех
- 1995 —
  - В темноте это заставляет меня смеяться
  - Риф Алакранес — Ракель.
- 1996 — Алмазный дождь